# Henry L. Stimson
Henry Lewis Stimson, född 21 september 1867 i New York, död 20 oktober 1950 i Huntington, New York, var en amerikansk politiker (republikan) och ämbetsman. Han var minister i sammanlagt fem olika presidenters regeringar under åren 1911 till 1945 och hade stort inflytande på USA:s utrikespolitik under 1930- och 1940-talen.

## Biografi
Stimson inledde verksamhet som advokat i New York 1891, och var åklagare i delstaten New Yorks södra distrikt 1906–1909. Han var krigsminister 1911–1913 under president William Howard Taft. Under första världskriget var han verksam som officer i artilleriet och stred en kort tid i Frankrike.
President Calvin Coolidge utsåg honom 1927 till särskilt sändebud till Nicaragua för att medla i en civil tvist, som han lyckades lösa. 1927–1929 var han generalguvernör för Filippinerna. Han var därefter utrikesminister under president Herbert Hoover 1929–1933. I denna roll ledde han USA:s delegation till konferensen som ledde fram till 1930 års Londonfördrag som fastställde gränser för flottor och byggnadsprogram. Efter Japans invasion av Manchuriet 1931 skickade Stimson 7 januari 1932 identiska noter till Japan och Kina, som meddelade att USA inte skulle erkänna någon situation som inkräktade på USA:s rättigheter enligt ingångna fördrag. Detta tillvägagångssätt valdes eftersom hänvisningar till Briand–Kellogg-pakten hade misslyckats att stoppa invasionen, samtidigt som president Hoover inte ville införa ekonomiska sanktioner. Denna policy, att inte erkänna stater som kommit till genom väpnad aggression, blev senare känd som Stimsondoktrinen.
I början av andra världskriget var Stimson känd som en tydlig interventionist, som ville att USA skulle gå med i kriget på den allierade sidan. Han var en ledande medlem av the Committee to Defend America by Aiding the Allies. 1940 utsågs republikanen Stimson av den demokratiske president Franklin D. Roosevelt till krigsminister i syfte att uppnå ökat republikanskt stöd för den förda utrikespolitiken. I denna roll ledde Stimson den omfattande expansionen av USA:s väpnade styrkor under andra världskriget. Han var också ledande rådgivare gällande kärnvapenpolicy till Roosevelt och efter honom till president Harry S. Truman. Stimsons råd till Truman var att släppa atombomber över japanska städer av militär betydelse. Det var på Stimsons förslag som Kyoto på grund av stadens kulturella betydelse togs bort från listan över kärnvapenmål, och ersattes av Nagasaki. Han försvarade senare bombningarna av Hiroshima och Nagasaki på humanitära grunder, och menade att bombningarna snabbade på Japans kapitulation och därigenom sparade fler liv än de kostade.